# Zajnab Kazawatowa
Zajnab Alikowna Kazawatowa (ros. Зайнаб Аликовна Казаватова; ur. 1 kwietnia 1972) – rosyjska zapaśniczka walcząca w stylu wolnym. Mistrzyni Europy w 1993 roku.